# Rosa 'Albertine'
'Albertine' (el nombre de la obtención registrada 'Albertine'), es un cultivar de rosa moderna de jardín trepador que fue conseguido en Francia en 1921 por el rosalista francés René Barbier.

## Descripción
'Albertine' es una rosa moderna de jardín de porte trepador, cultivar del grupo Híbrido Wichurana.
El cultivar procede del cruce deRosa wichuraiana Crép. syn. x 'Mrs. Arthur Robert Waddell'.
Las formas arbustivas del cultivar tienen porte trepador rampante y alcanza de 200 a 610 cm de alto con más de 305 a 455 cm de ancho. Las hojas son de color verde oscuro y brillante, con denso follaje.
Sus delicadas flores de color rosa salmón. Fragancia fuerte a media. Flores medias a grandes de 3.5", 40 pétalos. Semi-dobles con 26 a 40 pétalos. Floración en pequeños grupos, forma de la flor en copa.
Florece una sola vez en primavera o verano.

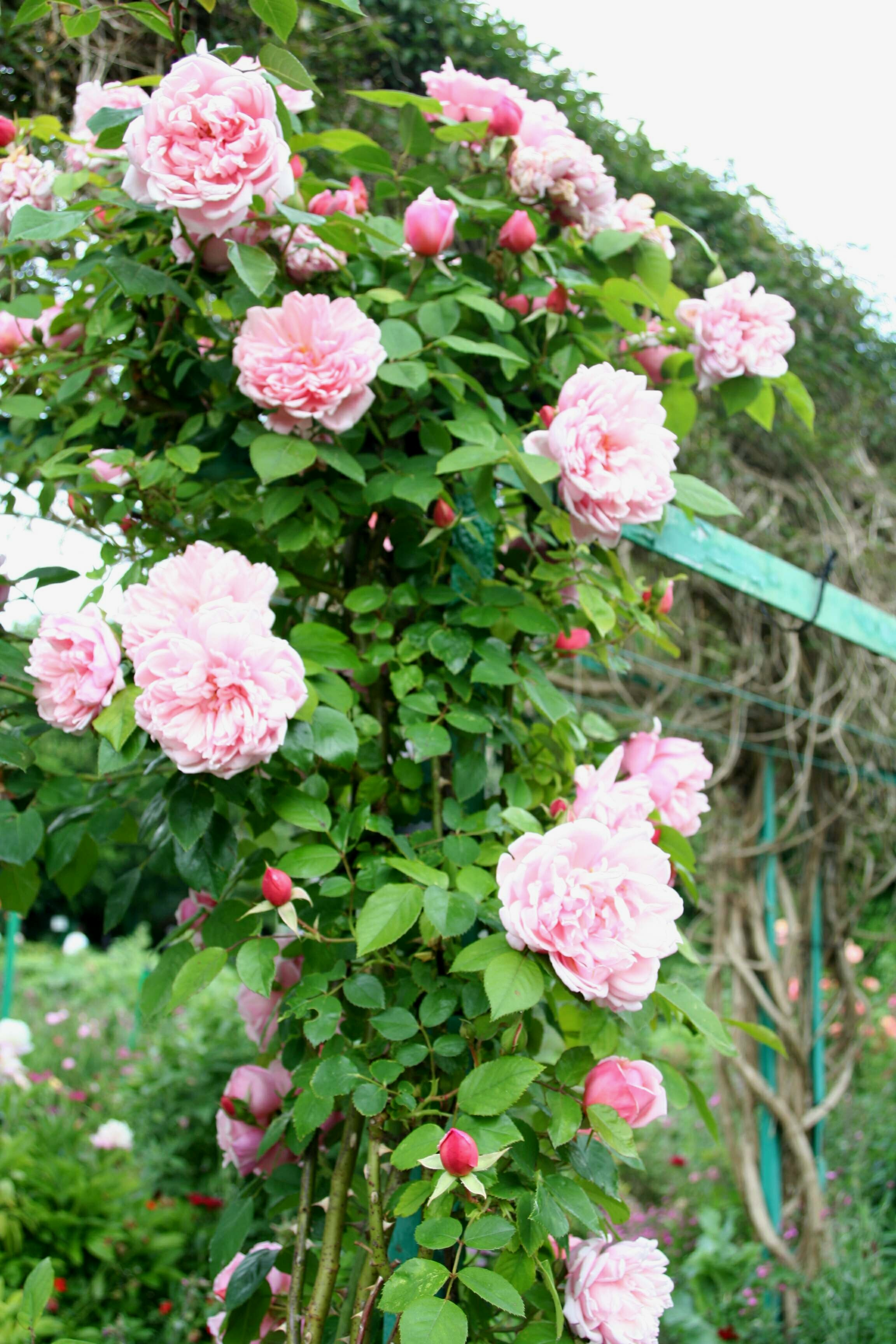
'Albertine', Giverny.
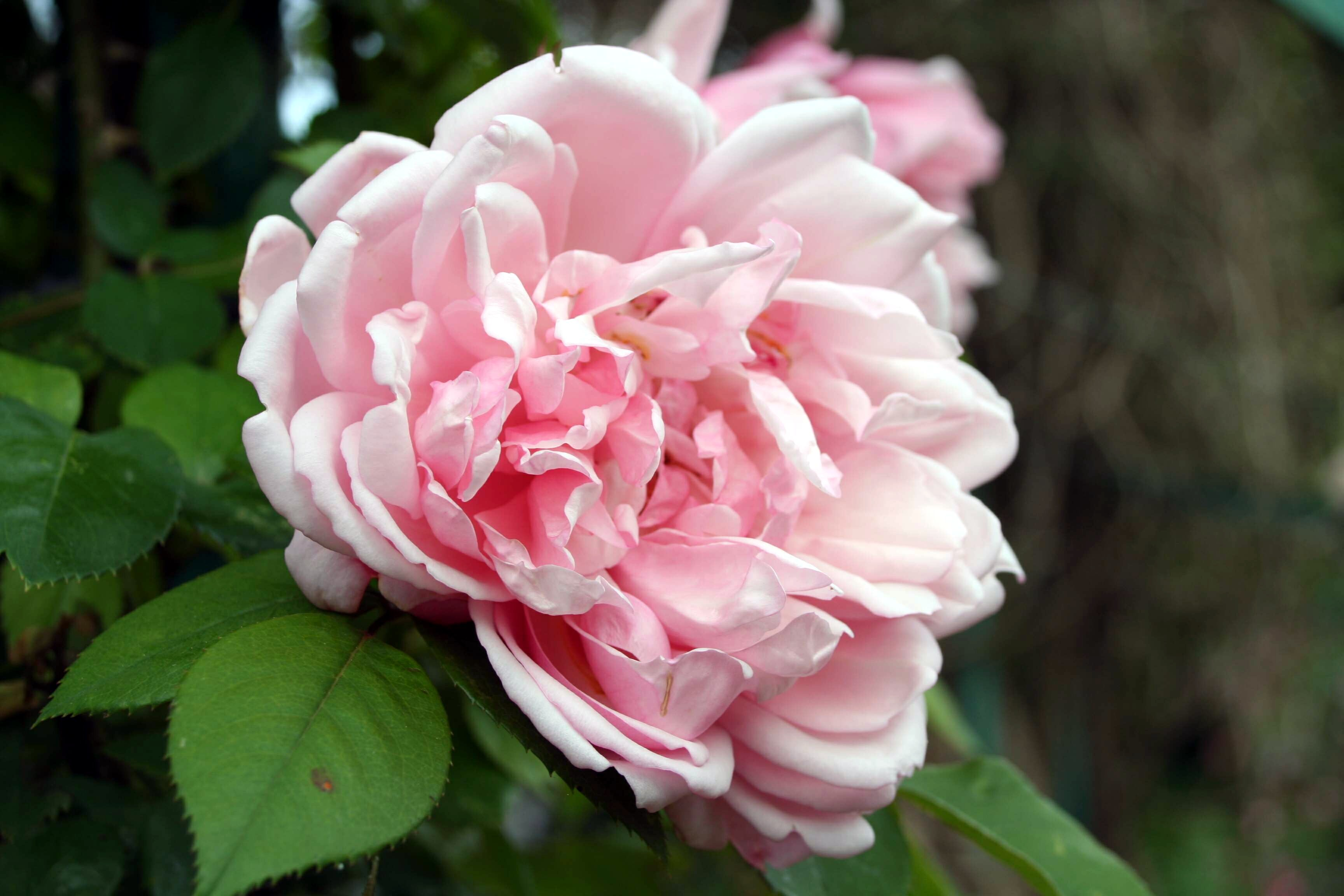
'Albertine'
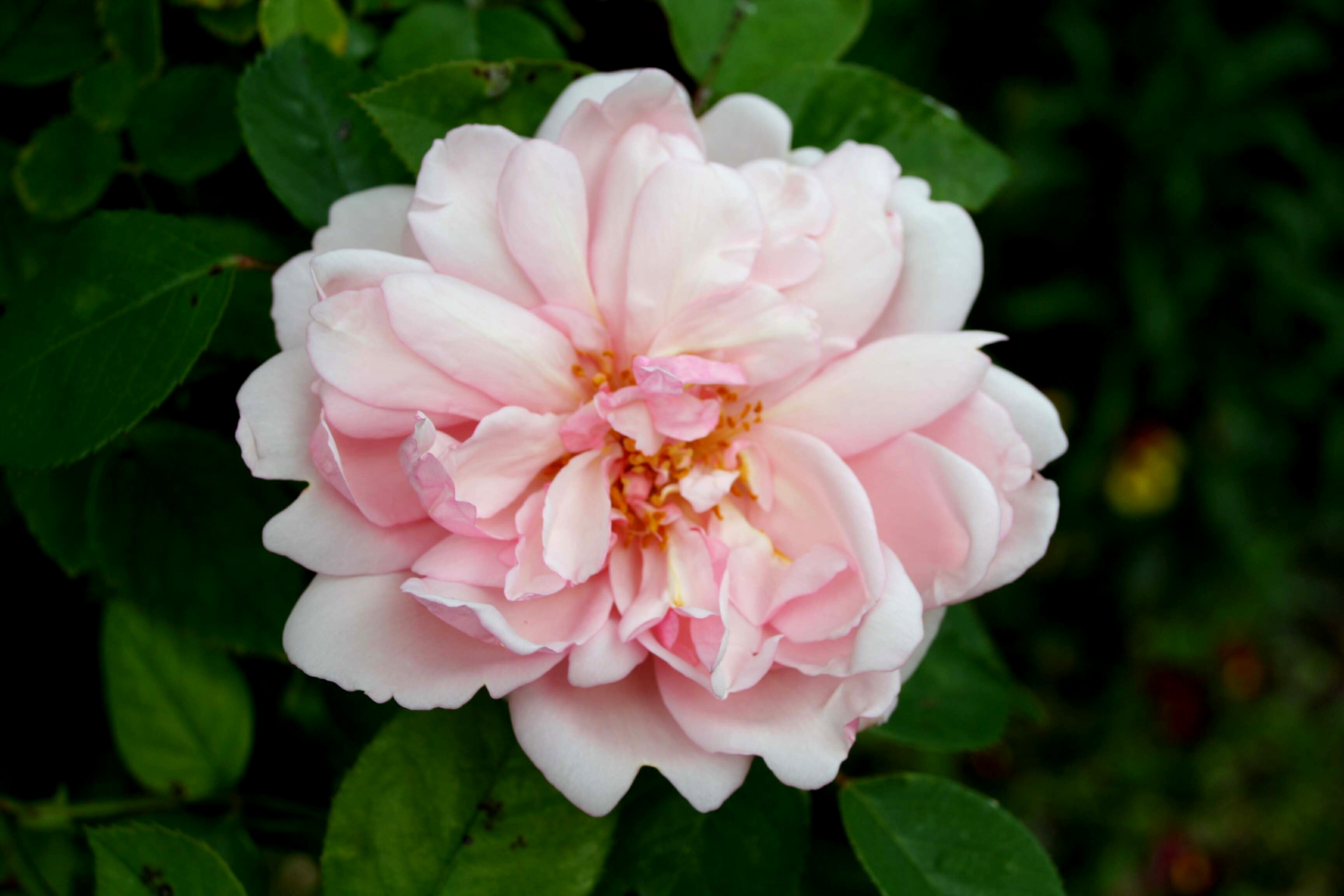
'Albertine'
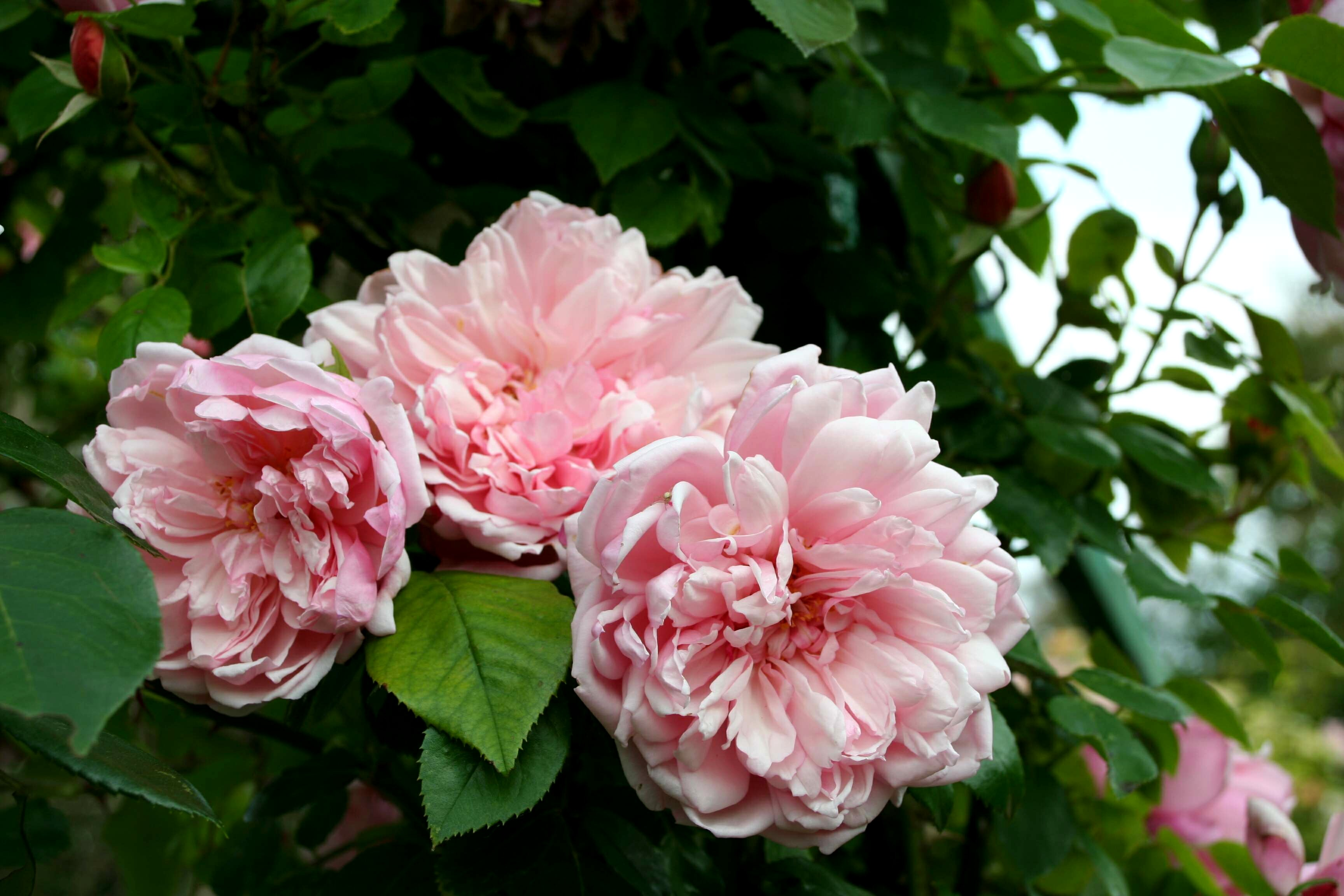
'Albertine'

## Premios y galardones
- Bagatelle Certificat de Mérite 1923.
- RHS/RNRS Award of Garden Merit 1993.

## Origen
El cultivar fue desarrollado en Francia por el prolífico rosalista francés René Barbier en 1921. 'Albertine' es una rosa híbrida triploide con ascendentes parentales de Rosa wichuraiana Crép. syn. x 'Mrs. Arthur Robert Waddell'.
La obtención fue registrado bajo el nombre cultivar de 'Albertine' por René Barbier en 1921 y se le dio el nombre comercial de 'Albertine'.
La rosa fue conseguida en Francia por René Barbier antes de 1921 e introducida en el mercado francés por "Barbier frères & Cie." en 1921 como 'Albertine'.

## Cultivo
Aunque las plantas están generalmente libres de enfermedades, es posible que sufran de punto negro en climas más húmedos o en situaciones donde la circulación de aire es limitada. Susceptible al mildiu.
Las plantas toleran la sombra, a pesar de que se desarrollan mejor a pleno sol. En América del Norte son capaces de ser cultivadas en USDA Hardiness Zones 6b a 9b. La resistencia y la popularidad de la variedad han visto generalizado su uso en cultivos en todo el mundo.
Puede ser utilizado para las flores cortadas o jardín. Vigorosa. En la poda de Primavera es conveniente retirar las cañas viejas y madera muerta o enferma y recortar cañas que se cruzan. En climas más cálidos, recortar las cañas que quedan en alrededor de un tercio. En las zonas más frías, probablemente hay que podar un poco más que eso. Requiere protección contra la congelación de las heladas invernales.